# Lobelia boivinii
Lobelia boivinii là loài thực vật có hoa trong họ Hoa chuông. Loài này được Sond. mô tả khoa học đầu tiên năm 1865.